# Clásico Athletic-Barcelona
El clásico Athletic-Barcelona es el partido de fútbol que enfrenta al Athletic Club y Fútbol Club Barcelona. Se trata de una rivalidad muy antigua que data de los años 1920 y que se ha incrementado con el transcurrir de los años, especialmente en la Copa del Rey y la Primera División de España.
Los dos clubes se encuentran entre los más antiguos del país y han participado en todas las temporadas del campeonato nacional, La Liga. Debido a esto y a los continuos enfrentamientos en la Copa del Rey (han disputado ocho finales del torneo), en España se le ha otorgado el calificativo de «clásico», también cabe destacar que es una de las rivalidades futbolísticas más antiguas de la que se tenga registro ya que ambos se enfrentaron por primera vez en la Copa del Rey de Fútbol 1920, el campeonato oficial más antiguo del fútbol español.
Ambos clubes son los más laureados en toda la historia de la Copa del Rey, siendo el Barcelona el de mayor cantidad de títulos, con un total de 32 copas, mientras que el Athletic atesora 24 trofeos. La prensa especializada y los medios de televisión le han calificado como «reyes de Copas».
La relación entre Athletic y Barcelona ha sido históricamente estable, aparte de ciertos períodos en los que la competitividad se convirtió en hostilidad, como en los primeros años de la década de 1980.

## Enfrentamientos

### Competición nacional
Los enfrentamientos Athletic–Barcelona datan de la década de 1920, más específicamente en la Copa del Rey de Fútbol 1920, donde disputaron su primer encuentro oficial. Ambos jugaron la final de dicho torneo, Barcelona venía de ganar al Real Unión Club por 5:4 en el marcador global, mientras que el Athletic hizo lo mismo al Real Vigo Sporting Club después de imponerse 3:1 en el global. La final se disputó un 2 de mayo en el estadio El Molinón ante 10 000 espectadores y terminó 2:0 a favor de los culés; los goles fueron de Martínez al minuto 70 y Paulino Alcántara al 80. Fue oficialmente el primer clásico entre ambos equipos y supuso el cuarto título copero para el Barcelona, después de obtener los campeonatos de 1910, 1912 y 1913.
En la Primera División de España, el primer antecedente oficial fue el 31 de marzo de 1929. Ambos equipos jugaron en la séptima jornada con resultado favorable para el Athletic por 5:1. Muy a pesar de la abultada derrota, los catalanes finalmente se alzarían con el primer título de la historia de la Primera División de España.
En cuanto a la Supercopa de España se refiere, ambos han disputado un total de 6 encuentros oficiales en toda la historia de la competición. El primer precedente entre ambos clubes se dio en 1983, Athletic venía de proclamarse campeón del torneo doméstico después de cosechar 50 puntos en la clasificación general; mientras, el Barcelona, venía de ser el campeón de la Copa del Rey al imponerse 2:1 al Real Madrid en la final, con goles de Migueli y Esteban Vigo. Se disputaron dos encuentros, el primero en casa del Athletic, con marcador favorable para el Barcelona por 1:3, y el partido de vuelta en Camp Nou con victoria para los visitantes por 0:1. En 2015, ambos equipos volvieron a enfrentarse en una supercopa de España, ganando el Athletic dicho título (su segundo título de supercopa), gesta que se repitió en 2021, cuando el Athletic ganó este torneo, de nuevo, contra el Barcelona por 2-3.
También existe un precedente en la llamada Copa Presidente FEF de 1941-47, que fue un torneo nacional que se le dio carácter oficial por parte de la Real Federación Española de Fútbol (RFEF). Fueron dos encuentros disputados, el primero, se disputó el 6 de abril de 1941 con victoria para el Athletic por 5:3 y el segundo partido fue disputado el 4 de mayo donde el Barcelona se impuso por un marcador de 3:0.

### Competición internacional
Los únicos dos partidos internacionales disputados por los clubes fueron en la Copa de la UEFA, conocida desde la temporada 2009-10 como Liga Europa de la UEFA. Tanto el Athletic como el Barcelona terminaron clasificados en la Copa de la UEFA 1976-77, Barcelona al terminar segundo en la clasificación general y el Athletic en quinta posición. Barcelona empezó el torneo con victoria en los treintaidosavos de final, después de vencer 5:4 en el marcador global a Clube de Futebol Os Belenenses portugués; mientras, el Athletic, hizo lo mismo frente al Újpest Football Club húngaro por 5:1 en el global. Los dos pasaron las siguientes instancias del torneo y se midieron en los cuartos de final. El partido de ida terminó a favor de los leones por 2:1 con goles de Ignacio Churruca al minuto 40 y Dani en el 63. La vuelta se disputó en Camp Nou y cuyo encuentro terminó 2:2, con esto, los leones accedieron a semifinales. Hasta el momento, ha sido el único precedente oficial entre ambos en competición internacional.

## Palmarés

### Títulos nacionales e internacionales
| Títulos | Nacionales    | Nacionales | Nacionales | Nacionales | Nacionales | Europeos | Europeos | Europeos | Europeos | Europeos | Europeos | Mundiales | Mundiales | Mundiales | Total |   |    |
| --- | ------------- | ---------- | ---------- | ---------- | ---------- | -------- | -------- | -------- | -------- | -------- | -------- | --------- | --------- | --------- | ----- | - | -- |
| Títulos | Athletic Club | 8          | 24         | 3          | -          | 1        | -        | -        | -        | -        | -        | -         | -         | -         | Total | - | 36 |
| F. C. Barcelona | 28            | 32         | 15         | 2          | 3          | 5        | -        | 5        | 4        | 3        | 2        | 3         | -         | -         | 102   |   |    |
| * De izquierda a derecha en competiciones nacionales: Liga de España, Copa del Rey, Supercopa de España, Copa de la Liga y Copa Eva Duarte. * De izquierda a derecha en competiciones europeas: Liga de Campeones, Liga Europea, Supercopa de Europa, Recopa de Europa, Copa de Ferias y Copa Latina. * De izquierda a derecha en competiciones mundiales: Mundial de Clubes, Copa Iberoamericana y Copa Intercontinental. * En negrita las competiciones vigentes. * Datos actualizados a la consecución de un último título por parte de alguno de los implicados el 6 de abril de 2024. |               |            |            |            |            |          |          |          |          |          |          |           |           |           |       |   |    |

- En lo que se refiere a las 6 competiciones vigentes de primer orden (Champions, Liga, Mundial de Clubes, Supercopa de España, Supercopa de Europa y Copa del Rey) los azulgrana llevan la delantera 84 a 36.

## Estadísticas

### Balance de enfrentamientos
| Competición         | P.J. | Ganó FCB | P.E. | Ganó ATH | G.FCB | G.ATH |
| ------------------- | ---- | -------- | ---- | -------- | ----- | ----- |
| Liga Española       | 187  | 95       | 32   | 60       | 354   | 260   |
| Copa de España      | 45   | 24       | 6    | 15       | 77    | 58    |
| Supercopa de España | 8    | 4        | 1    | 3        | 13    | 11    |
| Copa Presidente FEF | 2    | 1        | 0    | 1        | 6     | 5     |
| Liga Europa         | 2    | 0        | 1    | 1        | 3     | 4     |
| Total oficial       | 244  | 124      | 40   | 80       | 453   | 338   |
| Amistosos           | 53   | 23       | 7    | 23       | 110   | 126   |
| Total               | 297  | 147      | 47   | 103      | 563   | 464   |

Datos actualizados al último partido jugado el 8 de enero de 2025. En negrita competiciones en activo.

#### Resumen
| \| Temporada \| Local \| Visitante \| Estadio \| Asistencia \| Ronda \| Referencia \| \| --------- \| -------------------- \| -------------------- \| -------------------- \| ---------- \| ---------------- \| --------------------------------------------------------------------------------------------------------- \| \| 1920 \| Barcelona 2 \| 0 Athletic Club \| El Molinón \| 10 000 \| Final \| rsssf.com \| \| 1930 \| Athletic Club 2 \| 1 Barcelona \| San Mamés \| Sin datos \| Semifinales \| rsssf.com \| \| 1930 \| Barcelona 4 \| 3 Athletic Club \| Camp de Les Corts \| Sin datos \| Semifinales \| rsssf.com \| \| 1930 \| Athletic Club 4 \| 0 Barcelona \| Zaragoza \| 11 000 \| Desempate \| rsssf.com \| \| 1932 \| Athletic Club 1 \| 0 Barcelona \| Estadio de Chamartín \| 25 000 \| Final \| rsssf.com \| \| 1942 \| Barcelona 4 \| 3 Atlético de Bilbao \| Estadio de Chamartín \| 30 000 \| Final \| rsssf.com \| \| 1944-45 \| Barcelona 1 \| 2 Atlético de Bilbao \| Camp de Les Corts \| Sin datos \| Octavos \| bdfutbol.com \| \| 1944-45 \| Atlético de Bilbao 3 \| 1 Barcelona \| San Mamés \| Sin datos \| Octavos \| bdfutbol.com \| \| 1951 \| Barcelona 0 \| 0 Atlético de Bilbao \| Camp de Les Corts \| Sin datos \| Semifinales \| bdfutbol.com \| \| 1951 \| Atlético de Bilbao 1 \| 2 Barcelona \| San Mamés \| Sin datos \| Semifinales \| bdfutbol.com \| \| 1952-53 \| Barcelona 2 \| 1 Atlético de Bilbao \| Santiago Bernabéu \| 67 145 \| Final \| bdfutbol.com \| \| 1954 \| Barcelona 4 \| 2 Atlético de Bilbao \| Camp de Les Corts \| Sin datos \| Cuartos \| bdfutbol.com \| \| 1954 \| Atlético de Bilbao 1 \| 1 Barcelona \| San Mamés \| Sin datos \| Cuartos \| bdfutbol.com \| \| 1955 \| Barcelona 0 \| 2 Atlético de Bilbao \| Camp de Les Corts \| Sin datos \| Semifinales \| bdfutbol.com \| \| 1955 \| Atlético de Bilbao 2 \| 2 Barcelona \| San Mamés \| Sin datos \| Semifinales \| bdfutbol.com \| \| 1958 \| Atlético de Bilbao 2 \| 0 Barcelona \| San Mamés \| Sin datos \| Semifinales \| bdfutbol.com \| \| 1958 \| Barcelona 4 \| 3 Atlético de Bilbao \| Camp Nou \| Sin datos \| Semifinales \| bdfutbol.com \| \| 1959-60 \| Barcelona 3 \| 1 Athletic Club \| Camp Nou \| Sin datos \| Semifinales \| bdfutbol.com \| \| 1959-60 \| Athletic Club 3 \| 0 Barcelona \| San Mamés \| Sin datos \| Semifinales \| bdfutbol.com \| \| 1967-68 \| Barcelona 3 \| 1 Atlético de Bilbao \| Camp Nou \| Sin datos \| Cuartos \| bdfutbol.com \| \| 1967-68 \| Atlético de Bilbao 0 \| 0 Barcelona \| San Mamés \| Sin datos \| Cuartos \| bdfutbol.com \| \| 1970-71 \| Atlético de Bilbao 1 \| 0 Barcelona \| San Mamés \| Sin datos \| Octavos \| bdfutbol.com \| \| 1970-71 \| Barcelona 3 \| 0 Atlético de Bilbao \| Camp Nou \| Sin datos \| Octavos \| bdfutbol.com \| \| 1980-81 \| Barcelona 2 \| 0 Athletic Club \| Camp Nou \| Sin datos \| Semifinales \| linguasport.com \| \| 1980-81 \| Athletic Club 1 \| 2 Barcelona \| San Mamés \| Sin datos \| Semifinales \| linguasport.com \| \| 1982-83 \| Athletic Club 1 \| 0 Barcelona \| San Mamés \| 45 000 \| Cuartos \| linguasport.com \| \| 1982-83 \| Barcelona 3 \| 0 Athletic Club \| Camp Nou \| Sin datos \| Cuartos \| linguasport.com \| \| 1983-84 \| Athletic Club 1 \| 0 Barcelona \| Santiago Bernabéu \| 100 000 \| Final \| linguasport.com \| \| 1985-86 \| Barcelona 1 \| 0 Athletic Club \| Camp Nou \| Sin datos \| Semifinales \| linguasport.com \| \| 1985-86 \| Athletic Club 1 \| 2 Barcelona \| San Mamés \| Sin datos \| Semifinales \| linguasport.com \| \| 1989-90 \| Athletic Club 0 \| 1 Barcelona \| San Mamés \| Sin datos \| Octavos \| linguasport.com \| \| 1989-90 \| Barcelona 1 \| 0 Athletic Club \| Camp Nou \| Sin datos \| Octavos \| linguasport.com \| \| 2008-09 \| Athletic Club 1 \| 4 Barcelona \| Mestalla \| 50 000 \| Final \| rfef.es (enlace roto disponible en Internet Archive; véase el historial, la primera versión y la última). \| \| 2010-11 \| Barcelona 0 \| 0 Athletic Club \| Camp Nou \| 45 000 \| Octavos \| rfef.es \| \| 2010-11 \| Athletic Club 1 \| 1 Barcelona \| San Mamés \| 45 000 \| Octavos \| rfef.es \| \| 2011-12 \| Athletic Club 0 \| 3 Barcelona \| Vicente Calderón \| 54 000 \| Final \| rfef.es \| \| 2014-15 \| Athletic Club 1 \| 3 Barcelona \| Camp Nou \| 97 000 \| Final \| rfef.es (enlace roto disponible en Internet Archive; véase el historial, la primera versión y la última). \| \| 2015-16 \| Athletic Club 1 \| 2 Barcelona \| San Mamés \| 46 224 \| Cuartos \| rfef.es (enlace roto disponible en Internet Archive; véase el historial, la primera versión y la última). \| \| 2015-16 \| Barcelona 3 \| 1 Athletic Club \| Camp Nou \| 63 405 \| Cuartos \| rfef.es (enlace roto disponible en Internet Archive; véase el historial, la primera versión y la última). \| \| 2016-17 \| Athletic Club 2 \| 1 Barcelona \| San Mamés \| 45 772 \| Octavos \| rfef.es (enlace roto disponible en Internet Archive; véase el historial, la primera versión y la última). \| \| 2016-17 \| Barcelona 3 \| 1 Athletic Club \| Camp Nou \| 71 455 \| Octavos \| rfef.es (enlace roto disponible en Internet Archive; véase el historial, la primera versión y la última). \| \| 2019-20 \| Athletic Club 1 \| 0 Barcelona \| San Mamés \| 49.154 \| Cuartos de final \| laliga.com \| \| 2020-21 \| Athletic Club 0 \| 4 Barcelona \| La Cartuja \| 0 \| Final \| us.as \| \| 2021-22 \| Athletic Club 3 \| 2 Barcelona \| San Mamés \| \| Octavos de final \| as.com \| \| 2023-24 \| Athletic Club 4 \| 2 Barcelona \| San Mamés \| \| Cuartos de final \| laliga.com \| Datos actualizados: 24 de enero de 2024. |                      |                      |                      |            |                  | |
| Temporada | Local                | Visitante            | Estadio              | Asistencia | Ronda            | Referencia                                                                                                |
| 1920 | Barcelona 2          | 0 Athletic Club      | El Molinón           | 10 000     | Final            | rsssf.com                                                                                                 |
| 1930 | Athletic Club 2      | 1 Barcelona          | San Mamés            | Sin datos  | Semifinales      | rsssf.com                                                                                                 |
| 1930 | Barcelona 4          | 3 Athletic Club      | Camp de Les Corts    | Sin datos  | Semifinales      | rsssf.com                                                                                                 |
| 1930 | Athletic Club 4      | 0 Barcelona          | Zaragoza             | 11 000     | Desempate        | rsssf.com                                                                                                 |
| 1932 | Athletic Club 1      | 0 Barcelona          | Estadio de Chamartín | 25 000     | Final            | rsssf.com                                                                                                 |
| 1942 | Barcelona 4          | 3 Atlético de Bilbao | Estadio de Chamartín | 30 000     | Final            | rsssf.com                                                                                                 |
| 1944-45 | Barcelona 1          | 2 Atlético de Bilbao | Camp de Les Corts    | Sin datos  | Octavos          | bdfutbol.com                                                                                              |
| 1944-45 | Atlético de Bilbao 3 | 1 Barcelona          | San Mamés            | Sin datos  | Octavos          | bdfutbol.com                                                                                              |
| 1951 | Barcelona 0          | 0 Atlético de Bilbao | Camp de Les Corts    | Sin datos  | Semifinales      | bdfutbol.com                                                                                              |
| 1951 | Atlético de Bilbao 1 | 2 Barcelona          | San Mamés            | Sin datos  | Semifinales      | bdfutbol.com                                                                                              |
| 1952-53 | Barcelona 2          | 1 Atlético de Bilbao | Santiago Bernabéu    | 67 145     | Final            | bdfutbol.com                                                                                              |
| 1954 | Barcelona 4          | 2 Atlético de Bilbao | Camp de Les Corts    | Sin datos  | Cuartos          | bdfutbol.com                                                                                              |
| 1954 | Atlético de Bilbao 1 | 1 Barcelona          | San Mamés            | Sin datos  | Cuartos          | bdfutbol.com                                                                                              |
| 1955 | Barcelona 0          | 2 Atlético de Bilbao | Camp de Les Corts    | Sin datos  | Semifinales      | bdfutbol.com                                                                                              |
| 1955 | Atlético de Bilbao 2 | 2 Barcelona          | San Mamés            | Sin datos  | Semifinales      | bdfutbol.com                                                                                              |
| 1958 | Atlético de Bilbao 2 | 0 Barcelona          | San Mamés            | Sin datos  | Semifinales      | bdfutbol.com                                                                                              |
| 1958 | Barcelona 4          | 3 Atlético de Bilbao | Camp Nou             | Sin datos  | Semifinales      | bdfutbol.com                                                                                              |
| 1959-60 | Barcelona 3          | 1 Athletic Club      | Camp Nou             | Sin datos  | Semifinales      | bdfutbol.com                                                                                              |
| 1959-60 | Athletic Club 3      | 0 Barcelona          | San Mamés            | Sin datos  | Semifinales      | bdfutbol.com                                                                                              |
| 1967-68 | Barcelona 3          | 1 Atlético de Bilbao | Camp Nou             | Sin datos  | Cuartos          | bdfutbol.com                                                                                              |
| 1967-68 | Atlético de Bilbao 0 | 0 Barcelona          | San Mamés            | Sin datos  | Cuartos          | bdfutbol.com                                                                                              |
| 1970-71 | Atlético de Bilbao 1 | 0 Barcelona          | San Mamés            | Sin datos  | Octavos          | bdfutbol.com                                                                                              |
| 1970-71 | Barcelona 3          | 0 Atlético de Bilbao | Camp Nou             | Sin datos  | Octavos          | bdfutbol.com                                                                                              |
| 1980-81 | Barcelona 2          | 0 Athletic Club      | Camp Nou             | Sin datos  | Semifinales      | linguasport.com                                                                                           |
| 1980-81 | Athletic Club 1      | 2 Barcelona          | San Mamés            | Sin datos  | Semifinales      | linguasport.com                                                                                           |
| 1982-83 | Athletic Club 1      | 0 Barcelona          | San Mamés            | 45 000     | Cuartos          | linguasport.com                                                                                           |
| 1982-83 | Barcelona 3          | 0 Athletic Club      | Camp Nou             | Sin datos  | Cuartos          | linguasport.com                                                                                           |
| 1983-84 | Athletic Club 1      | 0 Barcelona          | Santiago Bernabéu    | 100 000    | Final            | linguasport.com                                                                                           |
| 1985-86 | Barcelona 1          | 0 Athletic Club      | Camp Nou             | Sin datos  | Semifinales      | linguasport.com                                                                                           |
| 1985-86 | Athletic Club 1      | 2 Barcelona          | San Mamés            | Sin datos  | Semifinales      | linguasport.com                                                                                           |
| 1989-90 | Athletic Club 0      | 1 Barcelona          | San Mamés            | Sin datos  | Octavos          | linguasport.com                                                                                           |
| 1989-90 | Barcelona 1          | 0 Athletic Club      | Camp Nou             | Sin datos  | Octavos          | linguasport.com                                                                                           |
| 2008-09 | Athletic Club 1      | 4 Barcelona          | Mestalla             | 50 000     | Final            | rfef.es (enlace roto disponible en Internet Archive; véase el historial, la primera versión y la última). |
| 2010-11 | Barcelona 0          | 0 Athletic Club      | Camp Nou             | 45 000     | Octavos          | rfef.es                                                                                                   |
| 2010-11 | Athletic Club 1      | 1 Barcelona          | San Mamés            | 45 000     | Octavos          | rfef.es                                                                                                   |
| 2011-12 | Athletic Club 0      | 3 Barcelona          | Vicente Calderón     | 54 000     | Final            | rfef.es                                                                                                   |
| 2014-15 | Athletic Club 1      | 3 Barcelona          | Camp Nou             | 97 000     | Final            | rfef.es (enlace roto disponible en Internet Archive; véase el historial, la primera versión y la última). |
| 2015-16 | Athletic Club 1      | 2 Barcelona          | San Mamés            | 46 224     | Cuartos          | rfef.es (enlace roto disponible en Internet Archive; véase el historial, la primera versión y la última). |
| 2015-16 | Barcelona 3          | 1 Athletic Club      | Camp Nou             | 63 405     | Cuartos          | rfef.es (enlace roto disponible en Internet Archive; véase el historial, la primera versión y la última). |
| 2016-17 | Athletic Club 2      | 1 Barcelona          | San Mamés            | 45 772     | Octavos          | rfef.es (enlace roto disponible en Internet Archive; véase el historial, la primera versión y la última). |
| 2016-17 | Barcelona 3          | 1 Athletic Club      | Camp Nou             | 71 455     | Octavos          | rfef.es (enlace roto disponible en Internet Archive; véase el historial, la primera versión y la última). |
| 2019-20 | Athletic Club 1      | 0 Barcelona          | San Mamés            | 49.154     | Cuartos de final | laliga.com                                                                                                |
| 2020-21 | Athletic Club 0      | 4 Barcelona          | La Cartuja           | 0          | Final            | us.as |
| 2021-22 | Athletic Club 3      | 2 Barcelona          | San Mamés            |            | Octavos de final | as.com |
| 2023-24 | Athletic Club 4      | 2 Barcelona          | San Mamés            |            | Cuartos de final | laliga.com                                                                                                |

| \| Año \| Local \| Visitante \| Estadio \| Asistencia \| Árbitro \| Referencia \| \| ---- \| --------------- \| --------------- \| ------------- \| ---------- \| ------------------------ \| ------------------------------------------------------------ \| \| 1983 \| Athletic Club 1 \| 3 Barcelona \| San Mamés \| 38 000 \| García de Loza \| RSSSF.com \| \| 1983 \| Barcelona 0 \| 1 Athletic Club \| Camp Nou \| 18 000 \| Soriano Aladrén \| RSSSF.com \| \| 2009 \| Athletic Club 1 \| 2 Barcelona \| San Mamés \| 35 000 \| Antonio Rubinos \| rfef.es \| \| 2009 \| Barcelona 3 \| 0 Athletic Club \| Camp Nou \| 61 084 \| Carlos Velasco \| rfef.es \| \| 2015 \| Athletic Club 4 \| 0 Barcelona \| San Mamés \| 45 000 \| José Luis González \| rfef.es \| \| 2015 \| Barcelona 1 \| 1 Athletic Club \| Camp Nou \| 88 834 \| Carlos Velasco \| rfef.es Archivado el 16 de marzo de 2016 en Wayback Machine. \| \| 2021 \| Barcelona 2 \| 3 Athletic Club \| La Cartuja \| 0 \| Jesús Gil Manzano \| rfef.es \| \| 2025 \| Athletic Club 0 \| 2 Barcelona \| King Abdullah \| \| Miguel Ángel Ortiz Arias \| rfef.es \| Datos actualizados: 8 de enero de 2025. |                 |                 |               |            |                          |                                                              |
| Año | Local           | Visitante       | Estadio       | Asistencia | Árbitro                  | Referencia                                                   |
| 1983 | Athletic Club 1 | 3 Barcelona     | San Mamés     | 38 000     | García de Loza           | RSSSF.com                                                    |
| 1983 | Barcelona 0     | 1 Athletic Club | Camp Nou      | 18 000     | Soriano Aladrén          | RSSSF.com                                                    |
| 2009 | Athletic Club 1 | 2 Barcelona     | San Mamés     | 35 000     | Antonio Rubinos          | rfef.es                                                      |
| 2009 | Barcelona 3     | 0 Athletic Club | Camp Nou      | 61 084     | Carlos Velasco           | rfef.es                                                      |
| 2015 | Athletic Club 4 | 0 Barcelona     | San Mamés     | 45 000     | José Luis González       | rfef.es                                                      |
| 2015 | Barcelona 1     | 1 Athletic Club | Camp Nou      | 88 834     | Carlos Velasco           | rfef.es Archivado el 16 de marzo de 2016 en Wayback Machine. |
| 2021 | Barcelona 2     | 3 Athletic Club | La Cartuja    | 0          | Jesús Gil Manzano        | rfef.es                                                      |
| 2025 | Athletic Club 0 | 2 Barcelona     | King Abdullah |            | Miguel Ángel Ortiz Arias | rfef.es                                                      |

| \| Año \| Local \| Visitante \| Estadio \| Asistencia \| Árbitro \| Referencia \| \| ---- \| --------------- \| --------------- \| ----------------- \| ---------- \| ---------------- \| ------------------ \| \| 1941 \| Athletic Club 5 \| 3 Barcelona \| San Mamés \| Sin datos \| Sin datos \| webdelcule.com \| \| 1941 \| Barcelona 3 \| 0 Athletic Club \| Camp de Les Corts \| Sin datos \| Álvarez Corriols \| mundodeportivo.com \| Datos actualizados: 23 de marzo de 2018. |                 |                 |                   |            |                  |                    |
| Año | Local           | Visitante       | Estadio           | Asistencia | Árbitro          | Referencia         |
| 1941 | Athletic Club 5 | 3 Barcelona     | San Mamés         | Sin datos  | Sin datos        | webdelcule.com     |
| 1941 | Barcelona 3     | 0 Athletic Club | Camp de Les Corts | Sin datos  | Álvarez Corriols | mundodeportivo.com |

| \| Temporada \| Local \| Visitante \| Estadio \| Asistencia \| Ronda \| Referencia \| \| --------- \| --------------- \| --------------- \| --------- \| ---------- \| ---------------- \| ---------- \| \| 1976-77 \| Athletic Club 2 \| 1 Barcelona \| San Mamés \| Sin datos \| Cuartos de final \| uefa.com \| \| 1976-77 \| Barcelona 2 \| 2 Athletic Club \| Camp Nou \| Sin datos \| Cuartos de final \| uefa.com \| Datos actualizados: 26 de agosto de 2018. |                 |                 |           |            |                  |            |
| Temporada | Local           | Visitante       | Estadio   | Asistencia | Ronda            | Referencia |
| 1976-77 | Athletic Club 2 | 1 Barcelona     | San Mamés | Sin datos  | Cuartos de final | uefa.com   |
| 1976-77 | Barcelona 2     | 2 Athletic Club | Camp Nou  | Sin datos  | Cuartos de final | uefa.com   |

### Partidos que decidieron un título
Contando todas las competiciones ambos equipos se han enfrentado en una instancia definitiva en 13 ocasiones; 9 en Copa del Rey y 4 en la Supercopa de España, con balance favorable a los blaugrana por 9-4.
| Temporada                    | Campeón                      | Resultado                    | Subcampeón                   | Sede Final                                         |
| Campeonato de España de Copa | Campeonato de España de Copa | Campeonato de España de Copa | Campeonato de España de Copa |                                                    |
| ---------------------------- | ---------------------------- | ---------------------------- | ---------------------------- | -------------------------------------------------- |
| 1920                         | Fútbol Club Barcelona        | 2 - 0                        | Athletic Club                | Estadio El Molinón, Gijón                          |
| 1932                         | Athletic Club                | 1 - 0                        | Fútbol Club Barcelona        | Estadio de Chamartín, Madrid                       |
| 1942                         | Barcelona Club de Fútbol     | 4 - 3 (pró.)                 | Atlético de Bilbao           | Estadio de Chamartín, Madrid                       |
| 1952-53                      | Club de Fútbol Barcelona     | 2 - 1                        | Atlético de Bilbao           | Estadio de Chamartín, Madrid                       |
| 1983-84                      | Athletic Club                | 1 - 0                        | Fútbol Club Barcelona        | Estadio Santiago Bernabéu, Madrid                  |
| 2008-09                      | Fútbol Club Barcelona        | 4 - 1                        | Athletic Club                | Estadio de Mestalla, Valencia                      |
| 2011-12                      | Fútbol Club Barcelona        | 3 - 0                        | Athletic Club                | Estadio Vicente Calderón, Madrid                   |
| 2014-15                      | Fútbol Club Barcelona        | 3 - 1                        | Athletic Club                | Camp Nou, Barcelona                                |
| 2020-21                      | Fútbol Club Barcelona        | 4 - 0                        | Athletic Club                | Estadio de La Cartuja, Sevilla                     |
| Supercopa de España          |                              |                              |                              |                                                    |
| 1983                         | Fútbol Club Barcelona        | 1 - 3, 0 - 1                 | Athletic Club                | Estadio de San Mamés, Bilbao / Camp Nou, Barcelona |
| 2009                         | Fútbol Club Barcelona        | 1 - 2, 3 - 0                 | Athletic Club                | Estadio de San Mamés, Bilbao / Camp Nou, Barcelona |
| 2015                         | Athletic Club                | 4 - 0, 1 - 1                 | Fútbol Club Barcelona        | Estadio de San Mamés, Bilbao / Camp Nou, Barcelona |
| 2021                         | Athletic Club                | 3 - 2 (pró.)                 | Fútbol Club Barcelona        | Estadio de La Cartuja, Sevilla                     |

## Otros datos de interés

### Partidos con más goles
- Athletic 12–1 Barcelona (8 de febrero de 1931).
- Athletic 7–5 Barcelona (enero de 1940).
- Barcelona 6–3 Athletic (diciembre de 1930).
- Athletic 6–3 Barcelona (noviembre de 1941).
- Athletic 3–5 Barcelona (marzo de 1935).
- Athletic 5–3 Barcelona (abril de 1941).

### Mayores goleadas
- Athletic 12–1 Barcelona (febrero de 1931).
- Barcelona 7–0 Athletic (febrero de 2001).
- Barcelona 0–6 Athletic (octubre de 1945).
- Athletic 0–6 Barcelona (marzo de 1991).
- Barcelona 6–0 Athletic (enero de 2016).